# Fear Effect 2: Retro Helix
Fear Effect 2: Retro Helix ist ein von Kronos Digital Entertainment entwickeltes und von Eidos Interactive herausgebrachtes Computerspiel und der Nachfolger von Fear Effect.

## Spielprinzip
Wie sein Vorgänger ist das Spiel ein Action-Adventure. Der Spieler kann die Charaktere Hana, Rain, Deke und Glas steuern. Dem Spieler steht ein kleines Waffenarsenal zur Verfügung, darunter eine Vielzahl von Schusswaffen wie Pistolen, Schrotflinten und Sturmgewehre. Auch gibt es im Spiel Spezialausrüstung wie tragbare EMPs und ein Taser sowie eine einzigartige Nahkampfwaffe für jeden Charakter. Fear Effect 2 konzentriert sich hauptsächlich darauf, Rätsel zu lösen, um voranzukommen, anstatt Feinde zu bekämpfen. Die im Vorgänger vorhandene Angstanzeige kehrt für Retro Helix zurück.

## Rezeption
Fear Effect 2: Retro Helix erhielt gute Kritiken. Laut Metacritic bekam das Spiel 84/100 Punkte. Das Spiel bekam von GameSpot den zweiten Platz für die jährliche Auszeichnung „Bestes PlayStation-Spiel“. Jeff Lundrigan von Next Generation gab dem Spiel fünf von fünf Sternen und sagte: „Jeder, der reif genug ist, es zu schätzen und eine PlayStation besitzt, sollte das Spiel kaufen. Sie werden nicht enttäuscht sein. Jetzt bitte eine Fortsetzung!“